# Paul Reuter

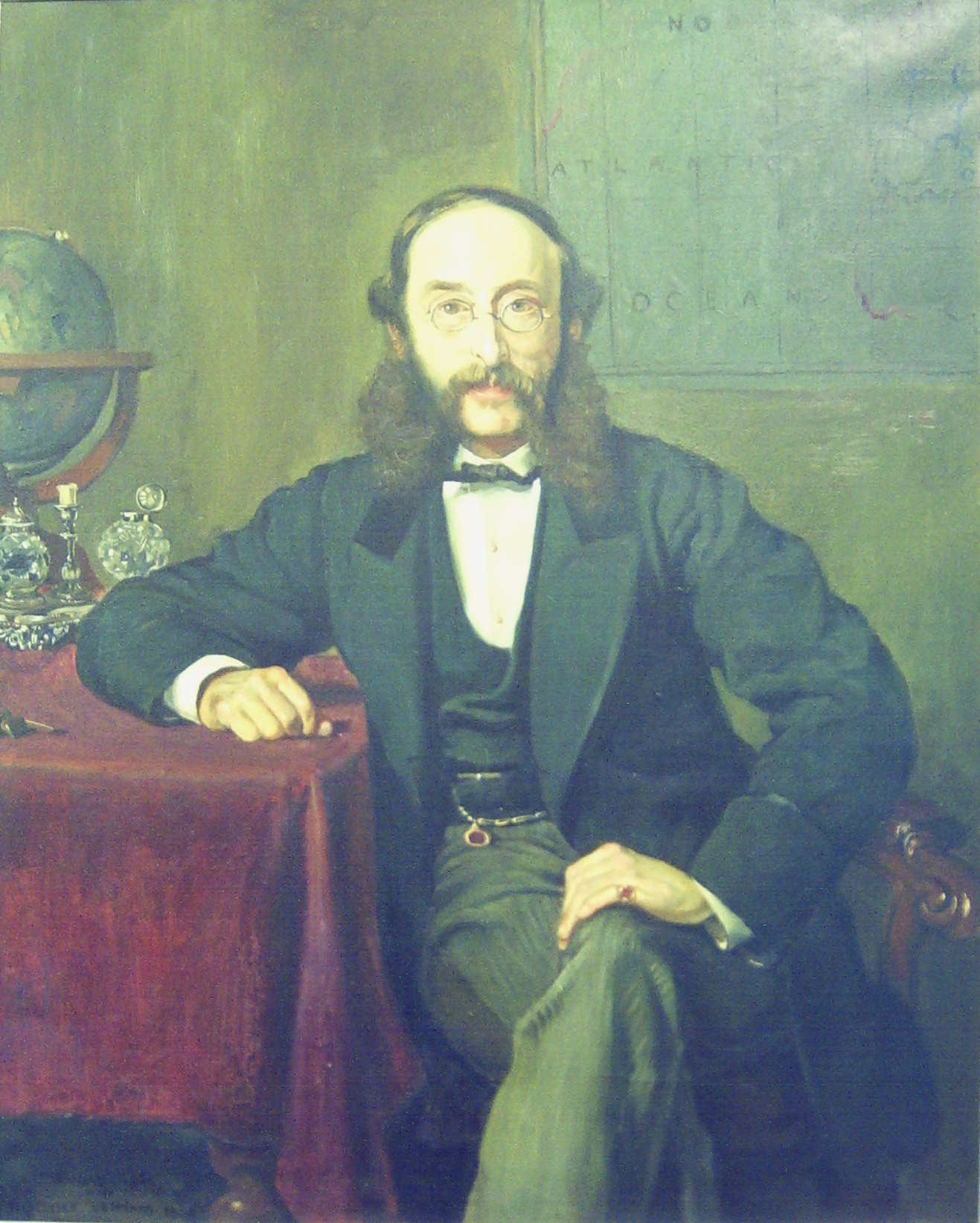
Paul Julius Reuter 53 år gammal, 1869

Paul Julius von Reuter, född Israel Bere Josafat 21 juli 1816 i Kassel, Kurfurstendömet Hessen, död 25 februari 1899 i Nice, var en tysk baron och grundare av nyhetsbyrån Reuters.

## Biografi

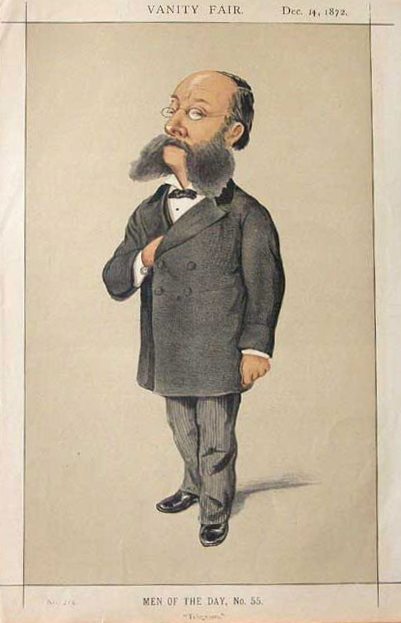
En avbildning av Baron vón Reuter i den brittiska tidskriften Vanity Fair 1872.

### Tidiga år
Han föddes år 1816 i Kassel i den tyska småstaten Kurhessen och växte upp i en judisk familj där hans far var rabbin. I oktober 1845 flyttade han till London där han kallade sig för Joseph Josephat. Den 16 november konverterade han till kristendomen genom en ceremoni i St. George's German Lutheran Chapel. Hädanefter kallade han sig Paul Julius Reuter. Det dröjde bara en vecka till den 23 november då han gifte sig med Ida Maria Elizabeth Clementine Magnus i Berlin. 

### Nyhetsbyrån Reuters
Efter den misslyckade tyska revolutionen 1848–1849 flydde han till Paris där han jobbade på Charles-Louis Havas nyhetsbyrå Agence Havas (det som senare blev AFP). Senare så grundade Reuter sin första nyhetsbyrå i Aachen där han förmedlade nyheter från staden till Bryssel. Detta täppte till luckan i telegraflinjen mellan Paris och Berlin vilket resulterade i att nyheter kunde förmedlas mellan städerna mycket snabbare än med tåg. Han rapporterade bland annat färska nyheter från Parisbörsen. Företaget expanderades sedan med den nybyggda telegraflinjen mellan Brittiska öarna och kontinenten. År 1851 flyttade han tillbaka till London där han grundade det moderna Reuters.

### Baron von Reuter
Företaget i London blev mycket framgångsrikt och den 7 september 1871 upphöjdes Reuter av hertigen av Sachsen-Coburg-Gotha till baron. Även drottning Viktoria av Storbritannien bekräftade hans adelskap genom att inlemma honom i den brittiska adeln.

## Familj
Reuter var gift med Ida Maria Elizabeth Clementine Magnus med vilken han fick fyra barn. Den sista efterlevanden till Reuter, baronessan Marguerite von Reuter, dog år 2009 vid en ålder av 96 år.

### Barn
Reuter fick fyra barn:
- Herbert von Reuter
- George von Reuter
- André Reuter
- Clementine Maria

## Eftermäle

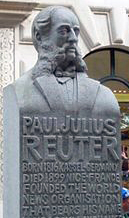
En byst av Paul Reuter i London

Paul Reuter dog den 25 februari 1899 och hundra år efter hans död, år 1999, instiftades i Tyskland en akademisk utmärkelse till hans minne (Paul Julius Reuter Innovation Award).